# Khenchela
Khenchela (arabiska خنشلة) är en stad och kommun i nordöstra Algeriet och är administrativ huvudort för en provins med samma namn. Folkmängden uppgick till 108 580 invånare vid folkräkningen 2008.